# Sophia Michaelis
Sophia Michaelis (ur. 2 września 1976) – australijska judoczka.
Startowała w Pucharze Świata w 2011. Srebrna medalistka mistrzostw Oceanii w 2012. Wicemistrzyni Australii w 2007 roku.